# 鈴木久五郎
鈴木 久五郎（すずき きゅうごろう、1877年（明治10年）8月22日 - 1943年（昭和18年）8月16日）は、日本の株式相場師、政治家。衆議院議員（群馬県高崎市選出、当選1回）。通称「鈴久」。

## 生涯
埼玉県北葛飾郡八丁目村（現在の埼玉県春日部市八丁目）に生まれる。鈴木庄五郎の二男。東京専門学校（現在の早稲田大学）に学ぶ。
実兄の7代目兵右衛門が1897年（明治30年）、埼玉県南埼玉郡越ヶ谷町（現在の埼玉県越谷市）に鈴木銀行を設立し、1903年（明治36年）同銀行草加支店長となった。
海外の経済状態の視察中、香港から急遽帰国して株の買占めに着手し、日露戦争中に株売買で大儲けをし成金鈴木と話題を呼ぶ。中でも鐘紡の株をめぐり、神戸の華僑・呉錦堂との仕手勝負は東京取引所創業以来の凄まじい攻防戦だった。この年に東京市日本橋区小網町に鈴木銀行東京支店が開設されたが、1905年（明治38年）に日比谷焼打事件で株は暴落したため、鈴木久五郎は東京支店の預金を使い株式の運用に当てた。当然鈴木銀行東京支店で取り付け騒ぎが起った。時は味方にしたのか株式市場の株価は上昇した。
1906年（明治39年）東京市日本橋区兜町に株仲買店丸吉を開業、滝沢吉三郎を店主に置き、株式証券界に乗り出した。手始めに東京鉄道株を大量に買い占めたあと、株式取引所株を買い占めるため「丙午会」を組織し増資に成功した。
鈴木は当時の株式界に於ける勢力を利用し、日本の製糖業を合同し、続いてビール業、紡績業、この三大産業の対支貿易を各業の大合同によって大いに振興しようと企てた。東京、大阪、九州の製糖会社に手を延ばし1906年大日本製糖の合併成立を済ます。他、豊鉱石油・日本坩堝の各取締役を兼ねた。時折しも1906年（明治39年）日露戦争特需の大相場で大当たりを演じ、彼の資産は現在の貨幣価値で500億とも1000億に達したとも噂され、1907年（明治40年）の正月は鈴久のために来たと謳われた程であった。
だが大阪株式取引所は正月開け早々から、バブルの反動がやってくる。株価は年初の775円から年末には92円まで88%暴落した。この下げ相場で買い方に回った鈴久は全財産を失い、巣鴨の家賃4円50銭の借家に移り住む。ちなみに、この下げ相場で売り方の先頭に立ったのは野村證券の創業者・野村徳七で、このとき築いた資産がのちの野村財閥の基礎となった。
1908年（明治41年）、群馬県高崎市選挙区から戊申倶楽部（のちに中央倶楽部）に所属し、衆議院議員に当選し一期務めた。晩年は政界・経済界から退きひっそりと余生を過ごした。戦時色濃い1943年（昭和18年）8月16日、大阪で逝去。享年66。

## 人物
株成金として知られる。日露戦争景気で記録的な巨万の富を得たが、1907年の株価の暴落により没落した。明治期を代表する伝説の相場師として兜町界隈で語り継がれている。
頗る情の人である。中国の孫文はじめ大隈重信、犬養毅、桂太郎ら政界にも交友関係があった。特に経済的には表面上対立しているように思われるが、孫文を支援していた面では呉錦堂と協調路線を歩んでおり、さらなる両者の関係の研究が望まれる。住所は東京市麹町区三年町。

## 家族
鈴木家
- 妻・トヨ（1887年 - ?）[2]
- 庶子男[2]